# La Chapelle-aux-Bois
La Chapelle-aux-Bois és un municipi francès, situat al departament dels Vosges i a la regió del Gran Est. L'any 2007 tenia 656 habitants.

## Demografia

### Població
El 2007 la població de fet de La Chapelle-aux-Bois era de 656 persones. Hi havia 278 famílies, de les quals 88 eren unipersonals (32 homes vivint sols i 56 dones vivint soles), 107 parelles sense fills, 67 parelles amb fills i 16 famílies monoparentals amb fills.
La població ha evolucionat segons el següent gràfic:
Habitants censats

### Habitatges
El 2007 hi havia 374 habitatges, 289 eren l'habitatge principal de la família, 57 eren segones residències i 28 estaven desocupats. 339 eren cases i 33 eren apartaments. Dels 289 habitatges principals, 247 estaven ocupats pels seus propietaris, 32 estaven llogats i ocupats pels llogaters i 10 estaven cedits a títol gratuït; 1 tenia una cambra, 2 en tenien dues, 31 en tenien tres, 71 en tenien quatre i 184 en tenien cinc o més. 158 habitatges disposaven pel capbaix d'una plaça de pàrquing. A 117 habitatges hi havia un automòbil i a 132 n'hi havia dos o més.

### Piràmide de població
La piràmide de població per edats i sexe el 2009 era:
| Homes | Edats   | Dones |
| ----- | ------- | ----- |
| 0     | 95 o +  | 0     |
| 0     | 90 a 94 | 4     |
| 4     | 85 a 89 | 8     |
| 12    | 80 a 84 | 0     |
| 0     | 75 a 79 | 20    |
| 36    | 70 a 74 | 16    |
| 16    | 65 a 69 | 36    |
| 20    | 60 a 64 | 12    |
| 16    | 55 a 59 | 28    |
| 20    | 50 a 54 | 24    |
| 28    | 45 a 49 | 28    |
| 32    | 40 a 44 | 24    |
| 24    | 35 a 39 | 32    |
| 28    | 30 a 34 | 20    |
| 24    | 25 a 29 | 12    |
| 16    | 20 a 24 | 20    |
| 48    | 15 a 19 | 20    |
| 16    | 10 a 14 | 28    |
| 8     | 5 a 9   | 12    |
| 4     | 0 a 4   | 0     |

## Economia
El 2007 la població en edat de treballar era de 434 persones, 325 eren actives i 109 eren inactives. De les 325 persones actives 300 estaven ocupades (169 homes i 131 dones) i 25 estaven aturades (11 homes i 14 dones). De les 109 persones inactives 54 estaven jubilades, 26 estaven estudiant i 29 estaven classificades com a «altres inactius».

### Ingressos
El 2009 a La Chapelle-aux-Bois hi havia 288 unitats fiscals que integraven 681 persones, la mediana anual d'ingressos fiscals per persona era de 14.986 €.

### Activitats econòmiques
Dels 16 establiments que hi havia el 2007, 4 eren d'empreses de construcció, 3 d'empreses de comerç i reparació d'automòbils, 3 d'empreses d'hostatgeria i restauració, 1 d'una empresa d'informació i comunicació, 1 d'una empresa de serveis i 4 d'empreses classificades com a «altres activitats de serveis».
Dels 6 establiments de servei als particulars que hi havia el 2009, 1 era un paleta, 1 fusteria, 1 lampisteria, 1 empresa de construcció i 2 restaurants.
L'únic establiment comercial que hi havia el 2009 era una adrogueria.
L'any 2000 a La Chapelle-aux-Bois hi havia 36 explotacions agrícoles que ocupaven un total de 2.291 hectàrees.

## Equipaments sanitaris i escolars
El 2009 hi havia una escola elemental.

## Poblacions més properes
El següent diagrama mostra les poblacions més properes.